# Потанин, Владимир Олегович
Влади́мир Оле́гович Пота́нин (род. 3 января 1961, Москва) — российский олигарх, предприниматель, миллиардер, государственный деятель, меценат. В 1990-е годы участник Семибанкирщины и автор залоговых аукционов.
Владелец и президент управляющей компании «Интеррос», одной из крупнейших в России (владеет пакетами акций ГМК «Норильский никель», компаний «Роза Хутор», «Т-Технологии» и «Яндекс»), президент ГМК «Норильский никель», председатель попечительского совета Государственного Эрмитажа.
Forbes дважды называл его самым богатым человеком в России — в 2015 и 2020 годах.
По состоянию на 1 декабря 2023 года Владимир Потанин находится на 47-м месте Bloomberg Billionaires Index, его состояние оценивается в 30,7 млрд $. В рейтинге богатейших миллиардеров России от Forbes Потанин занимает в 2023 году второе место с состоянием 23,7 млрд $, в мировом рейтинге миллиардеров от Forbes — 62-е место с состоянием в 22,3 млрд $.
В 2022 году, после вторжения России на Украину, ряд стран ввели против Потанина персональные санкции.
Полный кавалер ордена «За заслуги перед Отечеством».
В январе 2018 года Потанин появился в «Путинском списке» Министерства финансов США из 210 человек, тесно связанных с президентом России Владимиром Путиным.

## Биография
Родился 3 января 1961 года в Москве. Некоторое время жил с родителями в Турции, где получил начальное образование. В Москве продолжил обучение в школе № 58, которую окончил с золотой медалью.
Член ВЛКСМ (1975—1989). Окончил в 1983 году коммерческое отделение факультета Международных экономических отношений (МЭО) МГИМО МИД СССР по специальности «экономист-международник со знанием иностранного языка». Владеет французским и английским языками. С 1983 по 1990 годы работал в системе внешней торговли СССР, в должности старшего инженера фирм «Удобрения» и «Руда» Всесоюзного внешнеэкономического объединения (ВВО) «Союзпромэкспорт».

## Предпринимательская деятельность до 1996 года
В 1990 году Потанин перешёл на работу в Международный банк экономического сотрудничества (МБЭС).
С 1990 года — президент внешнеэкономической ассоциации «Интеррос», которая одной из первых в СССР стала предоставлять консалтинговые услуги в сфере экспорта и импорта. Открывая счёт в Международном банке экономического сотрудничества (МБЭС), Потанин познакомился и близко сошёлся с будущим многолетним партнёром по частному бизнесу Михаилом Прохоровым, занимавшим в то время должность начальника управления МБЭС. В 1992—1993 годах Потанин занимал пост вице-президента, затем президента созданного совместно с Михаилом Прохоровым банка «Международная финансовая компания» (МФК). В 1993 году Потанин стал президентом АКБ «ОНЭКСИМ Банк», одновременно оставаясь председателем совета директоров банка МФК. Поддержку при учреждении ОНЭКСИМ Банка оказали Виктор Черномырдин, Анатолий Чубайс и Александр Шохин, банк специализировался на обслуживании внешнеэкономических операций. Летом 1996 года подконтрольные Потанину структуры приобрели пакет акций компании «Связьинвест» (в состав совета директоров АО Потанин вошёл в январе 1998 года).

## Политическая деятельность
В апреле 1996 года, совместно с другими российскими олигархами, подписал политическое воззвание в преддверии президентских выборов в России в 1996 году, так называемого «Письма тринадцати», а за активное участие в организации и проведении президентской кампании Бориса Ельцина в 1996 году Потанин впоследствии получил благодарность президента Российской Федерации.

## Правительство России
С 14 августа 1996 года по 17 марта 1997 года Потанин работал в должности первого заместителя Председателя Правительства Российской Федерации. Курировал экономический блок вопросов и координировал работу Министерства экономики Российской Федерации, Государственного комитета Российской Федерации по антимонопольной политике, Государственного комитета Российской Федерации по управлению государственным имуществом, Российского фонда федерального имущества, Федерального управления по делам о несостоятельности (банкротстве), Федеральной комиссии по рынку ценных бумаг, Федеральной энергетической комиссии Российской Федерации.
Во время работы в правительстве России возглавлял около 20 федеральных, правительственных и межведомственных комиссий, в том числе правительственную комиссию по вопросам финансовой и денежно-кредитной политики, оперативную комиссию при правительстве РФ по совершенствованию системы платежей и расчётов, межведомственную комиссию РФ по сотрудничеству с международными финансово-экономическими организациями и «Группой семи». Занимал должности управляющего от Российской Федерации в Международном банке реконструкции и развития и в Многостороннем агентстве по инвестиционным гарантиям.

## Предпринимательская деятельность с 1997 года
Осенью 1997 года Потанин создал холдинг ЗАО «Проф-медиа» для управления всеми принадлежавшими ОНЭКСИМ Банку СМИ, в числе которых в разное время были такие популярные в России издания, как «Известия», «Комсомольская правда», «Афиша» и «Большой город».
В 1998 году стал президентом и председателем совета директоров холдинговой компании «Интеррос», созданной на основе ФПГ «Интеррос», компаний «Норильский никель» и «СИДАНКО».
Во время экономического кризиса 1998 года в России Потанин купил банк «Независимость» (позже переименованный в Росбанк).
В начале 2000-х годов первым из крупных российских бизнесменов начал строительство и освоение горнолыжных трасс в районе Красной Поляны, где в 2014 году прошли XXII Зимние Олимпийские игры.
В 2003 году приобрёл финансовый бизнес Александра Смоленского — группу банков ОВК, STB-Card, «Инкахран» и сопутствующие компании. В СМИ писали, что это крупнейшее поглощение одного финансового холдинга другим за всю историю российской банковской системы.
В феврале 2018 года в качестве президента «Норильского никеля» после шести лет разногласий подписал соглашение о совместной разработке месторождения платиноидов, никеля и меди на Таймыре с президентом группы «Альянс» Мусой Бажаевым. Совокупные инвестиции сторон в проект при этом были оценены в 250 млрд рублей. Позже «Норильский никель» сообщил о выходе структур Бажаева из проекта.
В 2017—2018 годах под руководством Потанина как главы ГМК были запущены Быстринский ГОК и «Серный проект».
В 2022 году «Интеррос» по инициативе Владимира Потанина приобрёл 40 % IT-разработчика «Рексофт». Среди клиентов «Рексофта» — сеть гипермаркетов «ОКей», авиакомпания S7, крупнейшие аэропорты, банки ВТБ и «Открытие», ГЛОНАСС, Газпромнефть, Почта России и пр.
В апреле 2022 года стало известно, что Владимир Потанин и «Интеррос» увеличивают присутствие на финансовом рынке. Инвесткомпания выкупила 35 % в TCS Group, материнской компании банка «Тинькофф». После приобретения данного актива «Интерросом» финорганизация прошла через ребрендинг, сменив название на Т-Банк. В августе 2024-го «Интеррос» довёл свою долю до 41,4 %. Структура бизнесмена «стала крупнейшим неконтролирующим акционером» холдинга.
В апреле 2025 года стало известно, что венчурный фонд «Восход», якорным инвестором которого является «Интеррос», вложил 1 млрд рублей в компанию New Diamond Technology (НДТ), разрабатывающую алмазные пластины для электронной промышленности.
До 2022 года владел фармацевтической компанией «Петровакс Фарм».

## Состояние и позиция в рейтинге Forbes
Владимир Потанин — постоянный участник рейтинга самых богатых людей от Forbes. В 2004 году он занял 89-е место в международном рейтинге Forbes и 5-е место в России. В 2008 году поднялся в международном рейтинге на 25-ю строчку, одновременно заняв в российском рейтинге 6-ю строчку. В 2022 году занял 97-ю строчку в международном и 2-ю строчку в российском рейтинге Forbes, его состояние оценивается в $17,3 млрд. В 2023 году Потанин занял 62-ю строчку в международном и 2-ю строчку в российском рейтинге миллиардеров от Forbes — его состояние оценивается в $23,7 млрд, что более чем на треть выше показателя 2022 года. Таким образом, Потанин является вторым российским предпринимателем с самым большим личным капиталом, уступая только основателю компаний «Еврохим» и СУЭК Андрею Мельниченко.
В мае 2013 года американский журнал Foreign Policy включил Потанина в число 500 самых влиятельных людей мира.
В 2025 году состояние Потанина составило $24,2 млрд.
| Показатель           | 2006 | 2007 | 2008 | 2009 | 2010 | 2011 | 2012 | 2013 | 2014 | 2015 | 2016 | 2017 | 2018 | 2019 | 2020 | 2021 | 2022 | 2023 | 2024 |
| Состояние (млрд USD) | 7,6  | 15   | 22,4 | 2,1  | 10,3 | 17,8 | 14,5 | 14,3 | 12,6 | 15,4 | 12,1 | 14,3 | 15,9 | 18,1 | 19,7 | 27,0 | 17,3 | 23,7 | 23,7 |
| Место (в мире)       | 89   | 38   | 25   | 318  | 61   | 34   | 46   | 58   | 86   | 60   | 78   | 77   | 83   | 58   | 41   | 55   | 97   | 62   | 85   |
| Место (в России)     | 9    | 4    | 6    | 19   | 7    | 4    | 4    | 7    | 8    | 1    | 4    | 8    | 6    | 6    | 1    | 2    | 3    | 2    | 5    |

### Яхты
Потанин обладатель трёх суперъяхт, которые построила для него частная верфь в Нидерландах Oceanco:
- Barbara, построена в 2016 году, длинной 89 метров[48].
- Nirvana, построена в 2012 году, длинной 88,5 метров, оценивается в $120 млн[49].
- Anastasia, построена 2008 году, длинной 76 метров.

## Общественная деятельность

### Членство в Общественной палате РФ
В 2006 году Владимир Потанин был избран в первый состав Общественной палаты РФ, где возглавил Комиссию по вопросам развития благотворительности, милосердия и волонтерства. С 2008 по 2010 годы возглавлял работу по совершенствованию законодательства о НКО. Комиссия в значительной степени улучшила законодательную базу в данной сфере. В частности, вместе с Министерством экономического развития РФ был разработан и с 2007 года действует федеральный закон «О порядке формирования и использования целевого капитала некоммерческих организаций». Целевой капитал (эндаумент) является дополнительным способом финансирования организаций, работающих в сфере образования, здравоохранения и культуры. По инициативе комиссии были приняты изменения в Налоговый кодекс Российской Федерации по различным вопросам деятельности НКО и благотворительности в целом. В частности, расширен перечень социальных услуг, которые освобождаются от НДС. Предоставлены налоговые льготы по НДФЛ на выплаты, производимые добровольцам, и доходы физических лиц, полученные в связи с оказанием им благотворительной помощи. Освобождены от уплаты НДС организации, которые безвозмездно производят или распространяют социальную рекламу. Освобождены от налога на прибыль доходы НКО, полученные в виде безвозмездно оказанных им услуг. Были приняты изменения в закон «О рекламе», которые создали благоприятные условия для производства, размещения и распространения социальной рекламы.

### Поддержка общественных организаций
- Входил в состав Совета по конкурентоспособности и предпринимательству при Правительстве Российской Федерации[54][когда?]
- Член Бюро правления Российского союза промышленников и предпринимателей (РСПП)[55]
- Председатель Национального совета по корпоративному управлению (НСКУ)[56]
- Член Попечительского совета Русского географического общества[57]
- Член Попечительского совета НБО «Фонд поддержки олимпийцев России»[58]
- Председатель Наблюдательного совета, заместитель Председателя Попечительского совета Российского международного олимпийского университета (РМОУ)[59]

Ранее также был членом Наблюдательного совета АНО «Оргкомитет Сочи-2014» и входил в президиум Совета при президенте РФ по развитию физической культуры и спорта, спорта высших достижений, подготовке и проведению XXII зимних Олимпийских и XI Паралимпийских игр 2014 года, XXVII Всемирной летней Универсиады 2013 года в Казани.
В 2019 году Потанин подписал «Заявление бизнеса для 1,5 °C», обязывающее компанию работать по Парижскому соглашению по климату, для удержания повышения глобальной температуры в пределах 1,5-2 °C по сравнению с доиндустриальным уровнем.
В 2024 году возглавил Попечительский совет Центрального университета.
Потанин председатель попечительского совета Фонда развития любительского хоккея «Ночная хоккейная лига».

### Поддержка Минобороны России
Владимир Потанин член Общественного совета при Министерстве обороны России.

## Благотворительная деятельность

### Благотворительность в России
Владимир Потанин Участвовал в создании и финансировании первого эндаумент-фонда в России.
В 1999 году учредил некоммерческую организацию «Благотворительный фонд Владимира Потанина» для реализации долгосрочных проектов в области отечественного образования и культуры. Она заложила основу системной благотворительности в России.
Благотворительный фонд Потанина в 2021, 2022 и 2023 годах возглавлял рейтинг крупнейших благотворительных фондов, а сам Потанин трижды был признан самым активным бизнесменом-благотворителем по версии издания «КоммерсантЪ» (в 2020, 2021 и 2022 гг.).
В 2022 году Потанин был удостоен премии «Филантроп года» по версии Forbes, за системное развитие российской филантропии, включая создание эндаумент-фондов и трансформацию благотворительного сектора.
За всё время работы фонд оказал поддержку более чем 40 тысяч человек на общую сумму свыше 12 млрд рублей.
В 2000 году бизнесмен запустил одну из первых стипендиальных программ, реализуемых российскими благотворительными организациями. Фонд Потанина вручает именные стипендии, размер которых по данным на 2025 год составляет 25 тысяч рублей в месяц.
Программа «Сила спорта» призвана раскрыть потенциал спорта как социального института, способного влиять на ценности и улучшать качество жизни через вовлечение людей в занятия физической культурой.
Программа «Инновации и развитие» направлена на осмысление и распространение базы знаний, накопленной фондом и его партнёрами за 20 лет работы.
Кроме того, организация составляет собственный рейтинг университетов, который представляет собой оценку вузов-участников стипендиальной программы фонда, учитывающую достижения грантополучателей.
«Норникель» также активно занимается благотворительностью. В 2014 году была запущена программа «Мир новых возможностей», нацеленная на поддержку и развитие регионов присутствия компании — Норильска, Таймыра, Мончегорска, Печенгского района Мурманской области.
За 10 лет — с 2014 по 2024 год — в рамках программы «Мир новых возможностей» поддержку получили 967 социально значимых проектов на общую сумму 1,131 млрд рублей.
В феврале 2024 года «Норникель» объединил «Мир новых возможностей» с программой корпоративного волонтёрства «Комбинат добра» в единый зонтичный проект «Люди и территории» для повышения эффективности социальных инвестиций компании. На 2024 год бюджет конкурса социальных проектов «Мира новых возможностей» составил 155 млн рублей, финансирование получили 117 инициатив.
«Норникель» и лично Потанин входят в число крупнейших благотворителей Русской Православной Церкви, оказывая поддержку храмам, монастырям, социальным и благотворительным проектам епархий и митрополий РПЦ.
С июня 2002 года — председатель совета директоров Благотворительного фонда «Эрмитаж-Гуггенхайм».
В 2002 году Потанин выкупил «Чёрный квадрат» Казимира Малевича за $1 млн и передал картину в коллекцию Эрмитажа.
С апреля 2003 года — председатель Попечительского совета Государственного Эрмитажа. При его поддержке реализованы следующие проекты: программа «Большой Эрмитаж», реставрация «Колесницы Славы» на арке Главного штаба, проект «Небесный Эрмитаж». Пожертвования Потанина в эндаумент-фонд Эрмитажа составили $5 млн, на доходы от которых в 2018 году были приобретены видеоинсталляция Билла Виолы «Море безмолвия» (первое видеопроизведение в собрании музея) и работа Ансельма Кифера «Аврора», а в 2019 году — собрание западноевропейского искусства XI—XVII веков из 50 предметов.
С мая 2006 года — заместитель председателя Попечительского совета МГИМО (упразднён в 2022 году). Пожертвования Потанина в эндаумент-фонд МГИМО составили около $6,5 млн.
По инициативе Потанина в октябре 2009 года был основан Российский Международный олимпийский университет (РМОУ). Компания «Интеррос» выступила соучредителем и единственным спонсором РМОУ.
В начале 2010 года в интервью изданию Financial Times Потанин заявил о намерении передать свой капитал на общественное благо через 10 лет. В июне 2010 года была запущена филантропическая кампания «Клятва дарения», к которой позднее также присоединился Потанин, выразив таким образом согласие передать не менее половины заработанного состояния на благотворительность.
Потанин член попечительского совета Фонда поддержки строительства храмов Москвы. Он профинансировал строительство храма в честь святого благоверного князя Александра Невского при МГИМО на улице Лобачевского.
Потанин удостоен звания «Меценат года» в рамках Года культуры в 2014 году.
В 2019 году Владимир Потанин представил публике одну из крупнейших частных коллекций олимпийских наград, которой управляет РМОУ. Это собрание, насчитывающее более 450 артефактов (медали, дипломы, факелы и др.), охватывает период с первых современных Олимпийских игр 1896 года до наших дней и является одним из крупнейших в мире.
В марте 2020 года Потанин пожертвовал миллиард рублей на поддержку некоммерческого сектора во время пандемии COVID-19.
В 2021 году Владимир Потанин инвестировал 500 млн рублей из личных средств в развитие проекта российских учёных по изучению человеческого мозга и природы сознания. Эти средства были направлены на создание лаборатории программируемых материалов.

### Благотворительность в Великобритании
24 января 2006 году для занятия благотворительностью в Великобритании Потанин учредил некоммерческую организацию The Potanin Foundation с общим валовым доходом в 2,5 млн фунтов стерлингов (по состоянию на 31.12.2024) и с долгосрочными инвестициями в размере 99,14 млн фунтов стерлингов (по состоянию на 31.12.2021). Благотворительная комиссия для Англии и Уэльса начала обязательное расследование в отношении Фонда Потанина 29 июня 2022 года после того, как основатель и член благотворительной организации Владимир Потанин попал под санкции в соответствии с Регламентом Великобритании о выходе из ЕС (санкции в отношении России) 2019 года. В рамках расследования 12 июля 2022 года Гай Холландер из Mazars LLP был назначен временным управляющим благотворительной организации.Согласно последним поданным отчётам благотворительной организации, её активы превышают 95 миллионов фунтов стерлингов.
Фонд также предоставил $150 000 бизнес-школе Said в 2017 году на стипендиальную схему для программы Oxford Social Finance.
В 2018 году Потанин пожертвовал 3 млн фунтов стерлингов Оксфордскому университету.

### Благотворительность в США
C декабря 2001 года по 2 марта 2022 года Потанин был членом Совета попечителей фонда Гуггенхейма в Нью-Йорке. С 2002 года Потанин жертвует деньги музею Гуггенхайма. В марте 2022 года, вскоре после вторжения России на Украину, был вынужден уйти с поста попечителя после возмущения, «направленного на российских олигархов, тесно связанных с Путиным».
В 2005 году фонд Потанина помог профинансировать 800-летний обзор русского искусства, от икон до картин 19 века, названный просто «Россия!» в Гуггенхайме, на открытии которого выступил Владимир Путин.
В 2019 году Потанин пожертвовал $6,45 миллионов Кеннеди-центру в Вашингтоне, где его имя написано на стене.
Благодаря пожертвованию Потанина в Кеннеди-центре была создана приёмная, известная как Русская гостиная, в которой висит картина Валерия Кошлякова «Идеальный пейзаж».

### Благотворительность во Франции
В 2016 году при содействии Потанина Государственному музею современного искусства Франции передали в дар собрания из более чем 250 произведений советских и российских современных художников.

## Автор залоговых аукционов
В 1995 году инициатор идеи залоговых аукционов, по результатам одного из которых АКБ «ОНЭКСИМ Банк» получил контрольный пакет (51 % акций) «Норильского никеля». В ходе аукционов подконтрольными бизнесмену организациями также были приобретены акции нефтяной компании ОАО «Сибирско-Дальневосточная нефтяная компания» («СИДАНКО», 51 %, залоговый аукцион 7 декабря 1995), ОАО «Новороссийское морское пароходство» (20 %, 13 декабря 1995, с участием структур Бориса Йордана), Новолипецкий металлургический комбинат (14,84 %, 7 декабря 1995, совместно с Владимиром Лисиным), а также ОАО «Северо-Западное пароходство», в 1998 году проданное структуре Бориса Кузыка «Новые программы и концепции».
Начиная с 1995 года СМИ публиковали много материалов, посвящённых залоговым аукционам. Так, в частности, они называли Потанина автором идеи проведения подобных аукционов после того, как на заседании кабинета министров 31 марта 1995 года Потанин предложил правительству кредит банков в 9 триллионов рублей под залог пакетов акций элитных акционерных обществ. Впоследствии сам Потанин это подтверждал, указывая, что у предложенных им аукционов было две цели — найти эффективного собственника для предприятий и привлечь средства в казну. Другие СМИ указывали, что сама идея была заимствована у «Лукойла» и банка «Империал», погасивших бюджетную задолженность нефтяной компании путём продажи прав на её акции из госпакета. Правда, вариант Потанина предполагал не просто самовыкуп акций, а трастовое управление, при котором выгода трастодержателя состоит в повышении эффективности управляемого предприятия, а значит, и стоимости его акций. В ходе залоговых аукционов 1995 года ОНЭКСИМ Банк и МФК приобрели государственные пакеты акций нефтяной компании ОАО «Сибирско-Дальневосточная нефтяная компания» («СИДАНКО», 51 процент, залоговый аукцион 7 декабря 1995), РАО «Норильский никель» (38 процентов, 17 декабря 1995), ОАО «Новороссийское морское пароходство» (20 процентов, 13 декабря 1995, с участием структур Бориса Йордана), Новолипецкий металлургический комбинат (14,84 процента, 7 декабря 1995, совместно с Владимиром Лисиным), а также ОАО «Северо-Западное пароходство» (в 1998 году проданное структуре Бориса Кузыка «Новые программы и концепции»).
«Норильский никель», по данным СМИ, был куплен за 170 миллионов долларов (по другим данным — за 180 миллионов долларов), в то время как его оборот достигал 3 миллиардов (по оценкам специалистов на 1996 год, давал до двух процентов от валового национального продукта страны). В действительности выпуск основных металлов «Норильским ГМК» в 1995 году составил 59 % от уровня 1990 года; рентабельность РАО «Норильский ГМК» снизилась с 169,8 % в 1992 году до 85,6 % в 1995 году; экономическое состояние РАО «Норильский никель» характеризовалось: критическим (выше нормативного на 50 %) уровнем износа основных фондов, дефицитом оборотных средств за девять месяцев 1995 года в 4,3 трлн рублей, кредиторской задолженностью в 6,3 трлн рублей, задолженностью по платежам в бюджеты всех уровней и внебюджетные фонды в 2,2 трлн рублей, а также задолженностью по банковским кредитам и ссудам в 2,8 трлн рублей. Кроме того, систематически на два-три месяца задерживалась выплата заработной платы, не выполнялись коллективные договоры в части гарантий социально-экономических прав трудящихся.
В апреле 1996 года Потанин правительственным распоряжением был назначен членом совета директоров РАО «Норильский никель». Несколько месяцев спустя он был избран членом совета директоров и занимал этот пост до июня 1998 года. Генеральным директором компании совет директоров РАО в июне 1996 года назначил Александра Хлопонина — соратника Потанина по МФК и ОНЭКСИМ Банку (в прессе указывали, что в 1990-е годы именно Хлопонин обратил внимание Потанина на возможность приобретения «Норникеля»).
В апреле-мае 2010 года Михаил Ходорковский в ходе заседаний Хамовнического районного суда города Москвы подтвердил, что инициатива исходила от тогдашнего первого зампреда правительства Владимира Потанина. На вопрос обвинения, откуда ему это известно, Ходорковский ответил, что слышал это лично.
Залоговые аукционы считаются одной из крупнейших афер в истории новой России, являются для населения страны предметом всеобщей ненависти подобно ваучерной приватизации и часто упоминаются журналистами, экономистами, общественными деятелями из так называемого патриотического лагеря. По оценке экономиста Юрия Пронько, именно Владимир Потанин в ноябре 1995 года используя свою должность в Правительстве РФ, обеспечил передачу подконтрольному ОНЭКСИМ Банку контрольного пакета РАО «Норильский никель» в ходе залогового аукциона
При этом «в залоговой афере» помимо ОНЭКСИМ Банка участвовала его «дочка» (компания «Реола») и его учредитель — банк МФК. Стартовая цена аукциона в $170 млн только один раз поднялась на «жалкие» $100 тыс. Уже после аукциона стало известно, что на него не был допущен банк «Российский кредит», готовый заплатить за акции «Норникеля» в два раза большую сумму — $355 млн.
Владимира Потанина за авторство залоговых аукционов прозвали «отцом раздербана»
.
Залоговые аукционы позволили распродать активы российских государственных предприятий по ценам на порядки ниже рыночных и считаются моментом основания российской олигархии.
По данным The New York Times, план залоговых аукционов «теперь почти повсеместно рассматривается как акт колоссального преступления».

## Критика и оценка деятельности
Несмотря на многомиллиардные доходы от дивидендов, которые сформировали состояние Потанина, в СМИ он довольно часто высказывался за их снижение: «Во время кризиса не надо раздражать людей высокими дивидендами. Лучше создать резервы». При этом, сам Потанин регулярно голосует «За» высокие выплаты, которые по итогам 2019 года стали рекордными в истории компании. В 2020 году Владимир Потанин призвал «быть умеренными» и предложил отказаться от выплаты дивидендов за 2020 год из-за ожиданий глобальной рецессии, однако на фоне этих событий приобрёл новый личный самолёт, вошедший в список самых дорогих бизнес-джетов по версии Forbes.

### Конфликт с конкурсом по «Норильскому никелю»
В 1996 году министр экономики РФ Евгений Ясин, по данным ряда СМИ, в своём письме в адрес премьер-министра России Виктора Черномырдина рекомендовал отменить конкурс по «Норильскому никелю», «поскольку он крайне несправедлив». Летом 2000 года Генеральная прокуратура РФ предложила Потанину возместить ущерб за незаконное получение «Норникеля» в размере 120 миллионов долларов по итогам проведения залогового аукциона, однако дело дальнейшего хода не получило. 1 сентября 1996 года истёк срок залога, и по условиям договора держатели пакетов акций, которым правительство не сумело вернуть кредит, получили право продавать добытое на аукционах имущество. Глава Совета безопасности РФ Александр Лебедь обратился к президенту с предложением продлить запрет на продажу федеральных пакетов до 1 марта 1997 года. В итоге на переговорах с участием Потанина было достигнуто соглашение о введении дополнительных обязательств для залогодержателей в случае принятия решений о продаже акций.

### Конфликт с Каданниковым
В 1996 году Потанин выступил инициатором начала процедуры банкротства АО «АвтоВАЗ». Председатель совета директоров АО «АвтоВАЗ» Владимир Каданников обвинил Потанина в «новом переделе собственности». Благодаря диалогу с правительством «АвтоВАЗу» тогда удалось избежать процедуры банкротства. [источник?]

### Конфликт с Березовским и Гусинским
В 1997 году произошло столкновение интересов Владимира Гусинского и Бориса Березовского с Владимиром Потаниным в борьбе за 25-процентный пакет всероссийской телефонной монополии «Связьинвест». В итоге пакет достался Потанину — при помощи Альфреда Коха, подписавшего в качестве главы Госкомимущества специальное распоряжение о том, что итоги конкурса считаются действительными, при том, что был допущен целый ряд серьёзных нарушений. Это привело к расколу между Потаниным и группой Гусинского-Березовского.

### Конфликты с Лисиным
В июне 2000 года Потанин пытался получить блокирующий пакет акций Новолипецкого металлургического комбината, для чего купил ряд оффшорных компаний — владельцев акций НЛМК — у британской Trans World Group (TWG). Удалось собрать 34 %, что не позволило осуществлять контроль над комбинатом. Вследствие этого он вынужден был продать акции компании «Ренессанс Капитал», которая приобрела их в интересах Владимира Лисина.
В октябре 2000 года произошёл очередной конфликт Потанина с Лисиным, когда НЛМК объявил о продаже 100 % акций завода холодильников «Стинол» итальянской Merloni Elettrodomestici за $119,3 млн. Сделку по продаже акций окончательно оформили 13 октября 2000 года, но уже 24 октября «Интеррос» объявил, что сделка была совершена с нарушениями и попытался оспорить её, обратившись к главе ФКЦБ Игорю Костикову с просьбой признать через суд недействительным выпуск дополнительной эмиссии акций «Стинола». По словам представителей «Интерроса», ряд действий НЛМК по продаже завода холодильников «Стинол» был совершён в обход и с нарушениями действующего законодательства.
19 января 2001 года поступило сообщение, что к разрешению конфликта была привлечена Счётная палата Российской Федерации. 26 января было объявлено, что «Интеррос» назначил переговорщика по возникшей проблеме, а уже через месяц обе стороны заявили о заключении перемирия.

### Конфликт с Прохоровым
В начале 2007 года Потанин объявил о разделе бизнеса со своим партнёром Михаилом Прохоровым после скандала во Франции, связанного с краткосрочным арестом последнего по подозрению в причастности к сети проституции на горнолыжном курорте Куршевель (дело было прекращено на стадии предварительного следствия). Раздел бизнеса с Михаилом Прохоровым вылился в затянутую и сложную процедуру, в ходе которой бывшие партнёры выясняли свои отношения в прессе и в судах.
В октябре 2007 года между Потаниным и Прохоровым возник конфликт из-за совместных активов «Полюс Золото». Прохоров добился смещения с поста генерального директора компании Павла Скитовича, соратника Потанина, и назначил на этот пост своего человека. Спустя несколько месяцев Потанин созвал внеочередное собрание акционеров для переизбрания совета директоров и внесения изменений в устав, ограничивающих права гендиректора и совета директоров, затем стал скупать акции на рынке и выровнял с Прохоровым свою долю в компании. В марте 2009 года Потанин продал акции ОАО «Полюс Золото» структурам Сулеймана Керимова.
В июле 2008 года Прохоров подал иск к Потанину о защите деловой репутации в Арбитражный суд города Москвы. Основанием подачи иска послужило интервью Потанина газете The Moscow Times, в котором он обвинил Прохорова в нарушении бизнес-договорённостей и высказывал сомнение в деловых качествах Прохорова. Московский арбитражный суд удовлетворил иск Прохорова, обязав United Press опубликовать в Moscow Times опровержение слов Потанина. Суд решил взыскать с последнего и с United Press по тысяче рублей возмещения судебных расходов.

## Разлив дизельного топлива в Норильске
29 мая 2020 года в Норильске при разгерметизации бака с дизельным топливом на ТЭЦ-3, принадлежащей Норильско-Таймырской энергетической компании, входящей в группу компаний "Норильский никель, произошла крупнейшая экологическая катастрофа в российской Арктике. Всего разлилось около 21 000 т нефтепродуктов. Общая площадь загрязнения, по данным красноярской прокуратуры, составила 180 000 м². Предельно допустимые концентрации загрязнителей в реках, куда попало дизельное топливо, превышены в десятки тысяч раз, сообщил Росприроднадзор.
5 июня 2020 года президент России Владимир Путин в рамках видеоконференции с представителями экологических общественных организаций сделал выговор Владимиру Потанину.
В рамках совещания у Путина Потанин заявил, что компания «Норникель» возьмёт на себя восстановление пострадавшей экосистемы, однако данное заявление встретило критику ряда общественных активистов. Председатель общественной организации «„Мой дом“ город Норильск» Руслан Абдуллаев считает, что в условиях существенного влияния «Норникеля» в Норильске контроль за работами может быть ненадлежащим: «Есть существенный риск того, что ликвидация последствий разлива топлива будет проведена лишь формально и на бумаге». Кроме того, общественник уверен, что в свете аварии нужно поднимать и другие экологические проблемы Норильска.
Ростехнадзор с 2016 года не имел доступа к резервуару «дочки» «Норникеля», из которого вытекло более 20 тысяч тонн дизеля, — все это время он числился на ремонте. При этом «Норильский никель» не пускает проверяющие органы на территорию предприятия.
СМИ выяснили, что Ростехнадзор в 2017—2018 годах уже предупреждал компанию о проблемах с хранением топлива на объектах ТЭЦ-3. При этом сообщается, что комиссия, расследующая обстоятельства аварии с разливом дизельного топлива под Норильском, выявила микротрещины ещё в одном заполненном резервуаре на предприятии «Норникеля».
Проблема с оборудованием на предприятиях Потанина носит системный характер из-за некачественного управления. Акционеры компании ежегодно одобряли выделение средств на инвестиции и обновление фондов в размере 2-3 млрд долларов США, однако за последние 10 лет невыполнение программы по строительству и ремонтам составляет более 70 %. По оценкам экспертов, средний износ основных фондов «Норникеля» по горным объектам уже в районе 72 %. При этом 75 % электроэнергетического оборудования имеет наработку выше предельной.
Жители Норильска также считают, что экологические проблемы на управляемом Потаниным предприятии носят системный характер.
При Потанине Норильск не раз оказывался в центре внимания экологов по причине аварий на возглавляемом им предприятии. В 2016 году река Далдыкан окрасилась в красный цвет из-за выбросов Надеждинского металлургического завода.
Также, 20 мая 2020 года на одном из дочерних предприятий компании Потанина произошла утечка 60 тонн дизельного топлива.
В марте 2021 года «Норникель» оплатил штраф в 145,5 млрд рублей за утечку дизельного топлива в Норильске. Из них непосредственно на город Норильск Минприроды выделило только 22,5 млрд руб..
В октябре 2022 года было завершено восстановление плодородного слоя почвы в районе реки Амбарной. Компания первой в РФ внедрила систему мониторинга вечной мерзлоты в зоне своей ответственности. Для очистки Норильска запущена программа «Чистый Норильск» с бюджетом 40 млрд руб..

## Уголовные расследования
В 1997 году заместитель Генпрокурора России Михаил Катышев возбудил уголовное дело по факту хищения $237 млн бюджетных средств, к которому предположительно были причастны Владимир Потанин и первый замминистра финансов Андрей Вавилов. Деньги предназначались на изготовление самолётов МиГ-29 и их экспорт в Индию. В результате сделок производители самолётов не получили денег, а Индия не получила самолётов. Однако прибыль получили коммерческие банки, подконтрольные Потанину, через которые прошла крупная бюджетная сумма. В 2008 году следствие признало Вавилова виновным и закрыло дело из-за срока давности. Вина Потанина не была доказана. Другие проходившие по этому делу лица не были осуждены.
Следственный комитет при МВД РФ, ранее расследовал уголовное дело, по которому проходил Владимир Потанин. 3 сентября 1997 года СК при МВД возбудил уголовное дело по статье 147 УК РСФСР («Мошенничество») по факту незаконного завладения 41 % акций череповецкого ПО «Азот» компанией «Первый национальный банковский траст», принадлежащей входившему в «Интеррос» ОНЭКСИМбанку. Летом 1999 года Генпрокуратура России обязала следственный комитет прекратить дело за отсутствием состава преступления на основании акта Счётной палаты.
В ноябре 2011 года Олег Дерипаска подал в уголовный суд Швейцарии против Владимира Потанина и экс-члена совета директоров швейцарского банка Hyposwiss адвоката Ханса Бодмара, иск с утверждением, что Потанин с помощью Бодмара «отмыл» около 1 млрд швейцарских франков, полученных в ходе обратного выкупа акций, который проводил «Норникель».
Потанин и компании, которыми он владеет, стали предметом нескольких расследований об отмывании денег, согласно которым Потанин несёт ответственность за отмывание денег на десятки миллиардов евро.

## Санкции
В 2022 году, после вторжения России на Украину ввели против Потанина, его близких родственников, и его компаний ряд санкций.
6 апреля 2022 года Канада ввела персональные санкции против Потанина, включив его в санкционный список «близких соратников российского режима» за «содействие и создание условий для нарушения суверенитета, территориальной целостности и независимости Украины». Санкции запрещают гражданам Канады предоставлять финансирование, совершать какие-либо сделки с собственностью с лицами, попавшими в санкционный список и т. д.
29 июня 2022 года Потанин включён в список санкций Великобритании против ближайшего окружения Путина как контролирующий собственник Росбанка. Потанин попал под ограничительные меры как контролирующий собственник Росбанка: «Интеррос» купил его в апреле у покидавшего российский рынок Société Générale. Как отметили британские власти, «Росбанк ведет бизнес в финансовом секторе России, представляющем стратегическую важность для российского правительства. А сам бизнесмен продолжает накапливать состояние, поддерживая режим президента России Владимира Путина, в период после вторжения России на Украину, приобретая Росбанк и доли в Тинькофф Банке», говорится в правительственном сообщении для прессы, сопровождающем санкционный документ. Ограничения предполагают заморозку активов и запрет на въезд в страну.
15 декабря 2022 года включён в санкции США как связанный с компанией Интеррос. В санкционный список были также включены в тот же день супруга Потанина Екатерина, дочь Анастасия, сын Иван, яхта Nirvana, ООО «Холдинговая Компания Интеррос» и ПАО «Росбанк».
19 октября 2022 года Потанин включён в санкционный список Украины в связи с коммерческой деятельностью, которую он ведёт «в секторах экономики, обеспечивающих существенный источник дохода для правительства России, инициировавшего военные действия и геноцид гражданского населения в Украине».
По аналогичным причинам Потанин включён в списки санкций Австралии и Новой Зеландии.

## Семья
- Отец — Олег Романович Потанин (1936—2010), представитель Минвнешторга СССР в Новой Зеландии, Турции, странах Африки.
- Мать — Тамара Ананьевна Потанина (1938—2004), врач.

Владимир Потанин был женат на Наталье Николаевне Потаниной (девичья фамилия Варламова) (род. 4 августа 1961). Решение суда о расторжении брака состоялось в феврале 2014 года. В 2010 году объявил, что намерен передать своё состояние на благотворительность, а не оставлять его наследникам. В браке родилось трое детей:
- Дочь Потанина, Анастасия Владимировна (род. 30 апреля 1984 года, Москва), выпускница МГИМО, трёхкратная чемпионка мира и многократная чемпионка России по аквабайку (JetSki)[183].
- Сын Потанин, Иван Владимирович (род. 11 апреля 1989 года, Москва), многократный чемпион России по аквабайку (JetSki)[184].
- Сын Потанин, Василий Владимирович (род. 2000)[185].

В октябре 2014 года стало известно, что летом того же года Потанин женился во второй раз. Супруга — Екатерина (род. 1975), с которой бизнесмена длительное время связывали личные отношения. Ранее в СМИ упоминалось, что у Потанина во втором браке двое детей. При этом старшая дочь Варвара родилась в 2011 году, когда он ещё был в первом браке.
По последней информации рейтинга мировых миллиардеров Forbes USA-2020 всего у предпринимателя 7 детей. Эту информацию подтверждает российский Forbes: у Потанина три дочери и четыре сына.

### Развод с супругой
Бракоразводный процесс сопровождался скандалами при разделе имущества. Бывшая супруга добивалась в американском суде раскрытия информации о ряде активов владельца холдинга «Интеррос». В 2014 году в интервью Forbes Наталья Потанина высказала в адрес бывшего мужа ряд обвинений, бросающих тень на его репутацию. В частности, по словам супруги, Потанин запретил младшему сыну Василию выезд за границу, где тот учился.
В апреле 2015 года Потанина обвинила бывшего супруга в том, что он повлиял на решение управляющей компании отключить водоснабжение в подмосковной даче в Немчиновке из-за долгов по коммунальным платежам — в феврале 2015 года Пресненский районный суд города Москвы взыскал с Натальи 8 млн рублей за аренду недвижимости.
Осенью 2014 года экс-супруга начала судебный процесс в отношении структур «Интерроса» на Кипре, пытаясь добиться ареста части активов. 27 октября 2015 год районный суд Лимасола отказал в рассмотрении иска, посчитав, что претензии на имущество бизнесмена должны рассматриваться в России.
В 2016 году Пресненский районный и Московский городской суды отклонили иск Потаниной к её бывшему супругу. Суд исходил из того, что формально Потанин не владелец доли в «Норильском никеле», которую Потанина требовала разделить как совместно нажитое имущество. Целью иска Потаниной являлось признание её права на 50 % пакета акций Потанина в ГМК, а также половину акций «Интерроса».
В июле 2017 года Пресненский районный суд города Москвы отказал в удовлетворении иска Потаниной, которая просила взыскать с экс-супруга около 850 млрд рублей в качестве компенсации за пакеты акций кипрских компаний. Суд вынес решение об отказе в исковых требованиях в связи с истечением срока давности.
В 2019 году Высокий суд Лондона также отказал бывшей супруге миллиардера в иске на 6 млрд фунтов и признал справедливость вердикта российских судов.
В мае 2021 года Наталья Потанина добилась отмены решения лондонского суда, обвинившего её в бракоразводном туризме. После этого она подала новый иск о разделе имущества, а Владимир Потанин подал апелляцию в Верховный суд Великобритании. В рамках нового иска Потанина претендует на сумму около $7 млрд: она хочет получить половину от доли в «Норникеле» и 50 % от выплаченных дивидендов по акциям с 2014 года (за это время Владимир Потанин получил около 487,3 млрд рублей), а также половину особняка в Подмосковье.

## Увлечения
Путешествия, футбол, бадминтон, горные лыжи, водные виды спорта, домино. Основное увлечение последних лет — хоккей. С 2016 года Владимир Потанин является председателем попечительского совета Фонда развития любительского хоккея «Ночная хоккейная лига».
Имеет I спортивный разряд по шахматам. 24 декабря 2021 года провёл товарищеский матч с гроссмейстером Яном Непомнящим, завершившийся победой гроссмейстера на 38-м ходу, причём не матовой ситуацией, а на превосходстве позиции Непомнящего. Специалисты высоко оценили уровень игры Потанина.
Владеет одним из крупнейших в мире собраний артефактов мировых Олимпийских игр. В его коллекции насчитывается свыше четырёхсот экспонатов, среди которых наградные и памятные медали, факелы, дипломы, кубки и др.

## Награды

### Российские награды

#### Государственные награды
- Орден «За заслуги перед Отечеством» I степени (2024 год)[62] [источник?]
- Орден «За заслуги перед Отечеством» II степени (2019 год) — за большие заслуги перед государством и многолетнюю добросовестную работу[206]
- Орден «За заслуги перед Отечеством» III степени (2016)[207] [источник?]
- Орден «За заслуги перед Отечеством» IV степени (2007 год) — за активное участие в работе по обеспечению победы заявки города Сочи на право проведения XXII зимних Олимпийских и XI Параолимпийских игр в 2014 году[208]
- Орден Александра Невского (24 марта 2014 года)[209]
- Медаль «В память 850-летия Москвы»
- Медаль «В память 300-летия Санкт-Петербурга»
- Почётная грамота Президента Российской Федерации (22 апреля 2010 года) — за большой вклад в развитие институтов гражданского общества и активное участие в работе Общественной палаты Российской Федерации[210]
- Благодарность Президента Российской Федерации (25 июля 1996 года) — за активное участие в организации и проведении выборной кампании Президента Российской Федерации в 1996 году[211]
- Почётный знак «За благотворительность и милосердие» (Министерство образования Российской Федерации, сентябрь 2002)

#### Церковные и прочие награды
- Орден святого равноапостольного великого князя Владимира III и II степеней (РПЦ)
- Орден Святого благоверного князя Александра Невского I степени (2025, РПЦ)[212]
- Орден преподобного Сергия Радонежского III и II степеней (РПЦ)
- Орден святого благоверного князя Даниила Московского I (2012)[213] и II степеней (РПЦ)
- Орден святого преподобного Серафима Саровского I степени[214][215]
- Патриарший знак святой великомученицы Варвары I степени[216][217]
- Лауреат премии Международного фонда единства православных народов за 2003 год[218][219]
- Орден Святой Анны II степени (Российский императорский дом, декабрь 2009) — в воздаяние заслуг перед Отечеством и Русской Православной Церковью[220]

### Иностранные
- Кавалер ордена Почётного легиона (Франция, 2017)
- Офицер ордена Искусств и литературы (Франция, январь 2007)[221]
- Золотой Орден Апостола Павла (Кипр)[222]

## В искусстве
- 2024 — «Предатели» (документальный сериал Фонда борьбы с коррупцией, 3 серии)[223]

- 2025 — «Минута тишины» ― Валерий Королёв (Евгений Цыганов, автор сценария — Владимир Потанин)[224]